# Jantarny
Jantarny (Russisch: Янтарный, Duits: Palmnicken, Pools: Palmniki, Litouws: Palmininkai ) is een plaats (nederzetting met stedelijk karakter) in de Russische oblast Kaliningrad. De plaats had 5.455 inwoners bij de volkstelling van 2002.

## Geografische ligging
Jantarny ligt in het westen van de Oblast Kaliningrad aan de zogenaamde Barnsteenkust van de Oostzee. De hoofdstad Kaliningrad (Koningsbergen) ligt op ongeveer 40 kilometer afstand. Steden in de buurt zijn onder andere Donskoje (Groß Dirschkeim) in het noorden en Primorsk (Fischhausen) in het zuiden.

## Geschiedenis
Het afgelegen landgoed Palmnicken lag in het Samland, een oude Pruisische regio dat sinds 1234 door de Duitse Orde werd beheerst. In 1389 heette het Palwenicken (Pruisisch: palwe = oerland of heideland met mossig gras en laag struikgewas/ -nicken = plaats). Vanaf 1525 was Palmnicken onderdeel van het Hertogdom van Pruisen. In de Dertigjarige Oorlog werd Palmnicken zes jaar lang door de Zweden bezet. In 1701 viel Palmnicken onder het Koninkrijk Pruisen en in 1773 onder de Pruisische provincie Oost-Pruisen. Russische troepen bezetten de plaats in de Zevenjarige Oorlog van 1758 tot 1762. Door de Pruisische administratieve hervormingen werd Palmnicken in 1818 onderdeel van de regio (Kreis) Fischhausen. Vanaf 1827 begon de industriële winning van Barnsteen. In 1871 werd de plaats onderdeel van het Duitse Keizerrijk. Aan het begin van de 20e eeuw ontwikkelde Palmnicken zich tot een badplaats. In 1939 had Palmnicken 3079 inwoners. Aan het einde van de Tweede Wereldoorlog werd de plaats, begin april 1945, door het Rode Leger veroverd.

### Het Bloedbad van Palmnicken

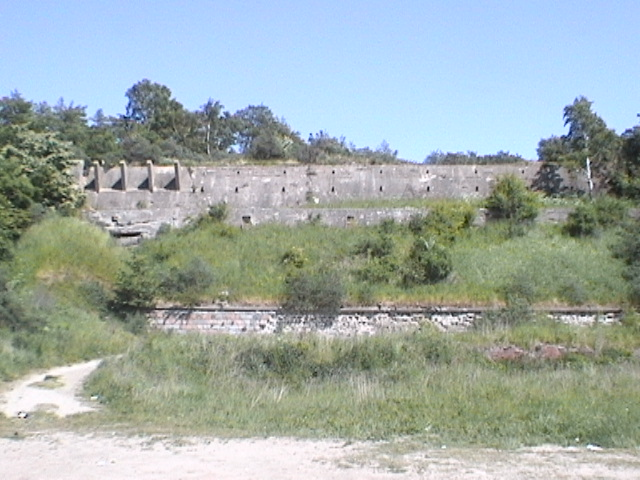
Resten van een gebouw bij de voormalige mijn Anna

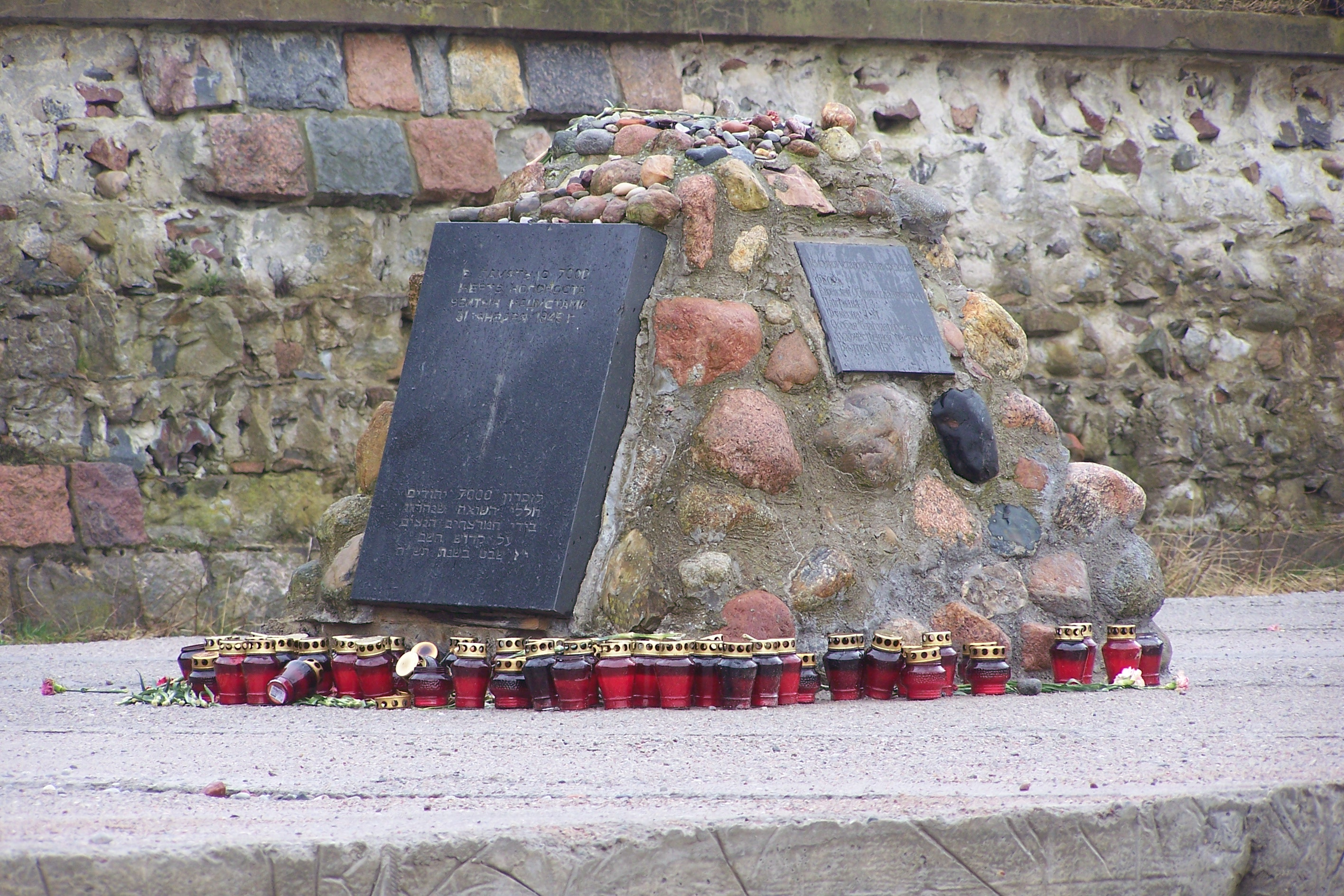
Gedenksteen voor de slachtoffers van het Bloedbad van Palmnicken

Bij het zien van de oprukkende Sovjettroepen in januari 1945 werden de subkampen van het concentratiekamp Stutthof in Oost Pruisen opgeheven. De gevangenen moesten ongeveer 50 kilometer via Koningsbergen naar Palmnicken lopen. Van de meer dan 13000 Joodse gevangenen overleefden maar ongeveer 3000 deze dodenmars, overwegend Poolse en Hongaarse vrouwen van 16 tot 40 jaar oud. Deze overlevenden kwamen op 27 januari in Palmnicken aan. De volgende morgen lagen er in de straten tientallen, vreselijk verminkte doden in concentratiekampkleding. De sneeuw zag overal rood van het bloed. De bevolking van Palmnicken was geschokt en niet iedereen zweeg. Het oorspronkelijke plan van de SS-bewakers om de gevangenen in een tunnel van de Barnsteenmijn Anna in te metselen mislukte door de weerstand van directeur Landmann en de landgoeddirecteur en Volkssturmcommandant Hans Feyerabend. De vrouwen worden opgesloten in een loods bij de mijn. Feyerabend laat onder de opgesloten vrouwen eten uitdelen. Ook andere inwoners probeerden de Joden te helpen. Velen zijn bang voor het Rode Leger en het front is nog maar ongeveer tien kilometer van de plaats verwijderd. Omdat het plan om de gevangenen in te metselen mislukt, worden de gevangenen in de nacht van 31 januari op 1 februari 1945 door de SS-bewakers naar het strand van Palmnicken gedreven en met machinegeweervuur de Oostzee in gejaagd. Tien weken later neemt het Rode Leger de plaats in. Russische soldaten ontdekken de lijken op het strand. De commandant, een Russische Jood, dwingt de burgerbevolking van Palmnicken om de doden van het strand te halen en in massagraven te begraven. Slechts 15 gevangenen overleefden deze laatste grote slachting onder Joden in de Tweede Wereldoorlog. Tegenwoordig wordt het bloedbad officieel jaarlijks herdacht. Op een massagraf met 263 doden werd in 1999 een gedenksteen onthuld.

### Geschiedenis vanaf 1945
Nadat Palmnicken na de Tweede Wereldoorlog onderdeel van de Sovjet-Unie werd, werd Palmnicken hernoemd in Jantarny, wat is afgeleid van het Russische woord jantar wat Barnsteen betekent. De voormalige Oost-Pruisische (Duitse) bevolking was gevlucht of werd verdreven. Hun plaats werd ingenomen door Russische-, Wit-Russische-, Oekraïense- en Tartaarse kolonisten. De laatste Duitsers werden in 1947 uitgewezen. Van juli 1947 tot april 1953 was er in de plaats een interneringskamp met ongeveer 2700 gevangenen die voor de verwerking van Barnsteen werden ingezet.

### Inwonersontwikkeling
| Jaar | Aantal inwoners |
| ---- | --------------- |
| 1933 | 2361 *          |
| 1939 | 3079 *          |
| 1989 | 4948 *          |
| 2002 | 5455 *          |
| 2006 | 5346            |

Opmerking: * Volkstelling

## Economie en infrastructuur

### Ontginning van barnsteen

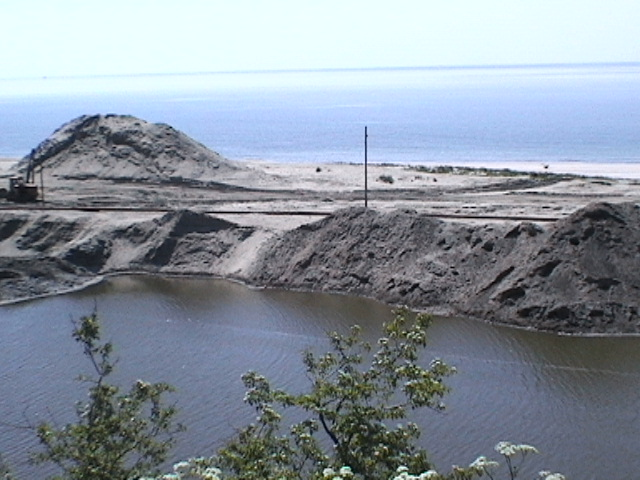
Barnsteenwinning bij Jantarny

Aan de Samlandkust werd al in de tijd van de Duitse Orde barnsteen gewonnen. De Orde had het barnsteenmonopolie dat later overging naar de Pruisische Staat. In de 17e eeuw werd de aan de Barnsteenkust gewonnen barnsteen naar Palmnicken gebracht waar het voor verder verwerking gesorteerd en naar Koningsbergen werd verzonden. Vanaf 1811 werd de ontginning van barnsteen verpacht. In 1875 begon de Firma Stantien & Becker de enige barnsteengroeve ter wereld. In 1899 eindigde de pachtovereenkomst. De barnsteenontginning werd voortgezet door het bedrijf Preussag (Preussische Bergwerks- und Hütten-Aktiengesellschaft). Aanvankelijk leverde dit jaarlijks 50 ton ruwe barnsteen op maar dat was in 1937 al gestegen naar 650 ton. Er waren toen ongeveer 700 arbeiders werkzaam. Als onderdeel van de Sovjet-Unie werd het werk voortgezet door de firma Russkij Jantar (Russisch Barnsteen) en leverde jaarlijks ongeveer 600 ton op. De ontginning van barnsteen werd in 2002 beëindigd door een nieuwe richtlijn van het Russische Ministerie van Technologie en Milieubescherming maar enige tijd later toch weer voortgezet. In 2008 werden in de buurt van de kust, in de mijn „Primorskoje“, ongeveer 500 ton barnsteen gewonnen. Uit de uitgegraven grond, met de naam Blaue Erde, wordt met water onder hoge druk het barnsteen gespoeld.

### Verkeer
De Samlandbahn verbond vroeger Palmnicken met de zeehaven Pillau. Tegenwoordig wordt deze treinverbinding niet meer gebruikt.

## Bezienswaardigheden
- De in 1892 gebouwde Evangelische parochiekerk wordt tegenwoordig door de Russisch-orthodoxe Kerk gebruikt.
- Watertoren
- In het nabijgelegen Roeskoje (Germau) is een Duitse militaire begraafplaats
- Streekmuseum

Bestuurlijk centrum: Kaliningrad

Bagrationovsk · Baltiejsk · Goerjevsk · Goesev · Gvardejsk · Krasnoznamensk · Ladoesjkin · Lozovoje · Mamonovo · Neman · Nesterov · Ozjorsk · Pionerski · Polessk · Pravdinsk · Slavsk · Sovjetsk · Svetlogorsk · Svetly · Tsjernjachovsk · Vesjoloje · Zelenogradsk